# Agyneta allosubtilis
Agyneta allosubtilis là một loài nhện trong họ Linyphiidae.
Loài này thuộc chi Agyneta. Agyneta allosubtilis được Loksa miêu tả năm 1965.